# 四季の里
- 埼玉県本庄市の地名については「四季の里 (本庄市)」をご覧ください。
- 和歌山県和歌山市にある公園・道の駅については「道の駅四季の郷公園」をご覧ください。
- 山形鉄道フラワー長井線の駅については「四季の郷駅」をご覧ください。
- 三重県津市にある公園については「東青山四季のさと」をご覧ください。

四季の里（しきのさと）は、福島県福島市にある農村テーマパーク。

## 概要
福島市が市の主要産業である農業に親しみを抱いてもらうために整備した無料の農村公園施設。1995年（平成7年）7月24日にオープンした。広さは約8haで16世紀の西欧風建築をイメージしたレンガ造りの建物が点在する。市内南西部の荒井にあり、近隣には福島県あづま総合運動公園や福島市民家園、水林自然林などがある。
2011年（平成23年）8月15日には、プロジェクトFUKUSHIMA!が主催する音楽イベント「フェスティバルFUKUSHIMA!」の会場となった。

## 施設
- 入場ゲート・エントランステラス
- 水車小屋 - ジェラートの販売をしている。6mの水車の回転を利用し発電を行う設備
- 憩の館 - 軽食屋
- わんぱく広場
  - ザイルクライミング
  - バッテリーカー
  - 庭園喫茶「風」 - テイクアウト専門のカフェ
- 木もれび広場 - ゴムチップ入りの人工芝が張り巡らされた屋根付き運動施設
- 工芸館 - ガラス絵付け彫り・こけし絵付けの体験ができ、お土産も販売している。授乳室併設
- じゃぶちゃぷ池 - 夏には水遊びをする子供でにぎわう。
- バラ園 - NHK朝ドラ「エール」のオープニング撮影地が近くにある
- ハーブガーデン
- 花の丘（円形大花壇） - 花壇を見渡せる眺望デッキがある
- 農園レストラン
- 農村いちば - 屋内のお土産店と、屋外で生産者が野菜や果物を販売している
- 農産加工館 - 福島市産の農産物を使用した6次化商品を製造している